# Hearts of Soul

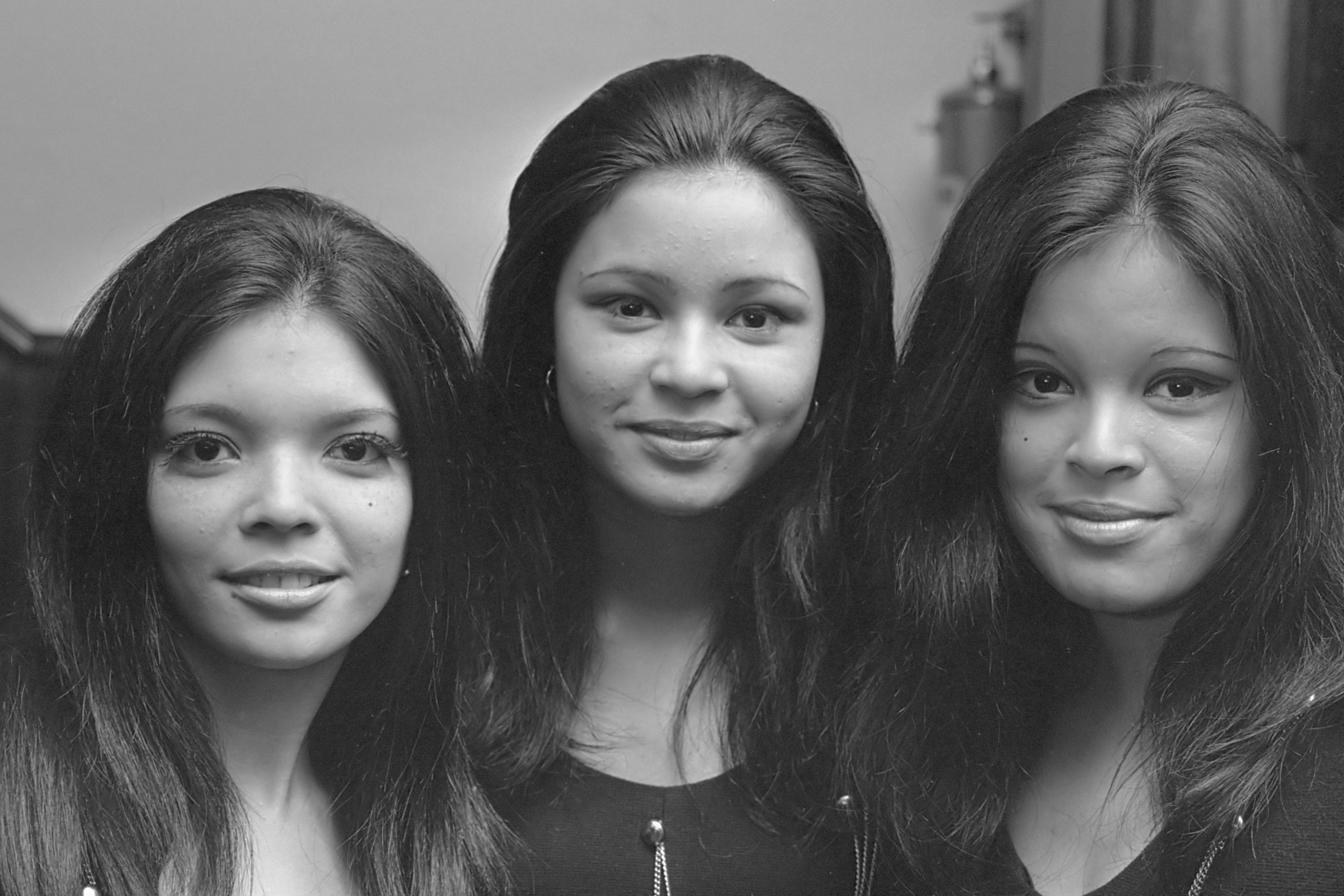
A banda Hearts of Soul, em 1970, durante um festival nacional de música.

Hearts of Soul foi um grupo holandês formado por três irmãs de Harderwijk: "Bianca", "Stella" e "Patricia Maessen".

## Carreira profissional
Durante a década de 60 trabalharam entre outros para Dusty Springfield, até 1968, quando foram descobertas. Em 1969, elas gravaram o seu primeiro álbum.

## Festival Eurovisão da Canção
Em 1970, participaram no Festival Eurovisão da Canção com a canção "Waterman" (escrito por Pieter Goemans). As regras em vigor na época só eram permitidas a participação de solistas e duetos, de modo que uma das irmãs como solista e suas irmãs como coro, mantendo o nome do grupo, assim que eu competia com o nome "Patrícia & Hearts of Soul". Elas terminaram em sétimo lugar entre 12 participantes.
Em meados dos anos 70, mudaram-se para a Bélgica. Lá, elss formaram a banda Dream Express em 1975, com o ex-membro do grupo Pebbles, o músico Luc Smets (casado com Bianca). No verão de 1976 alcançaram o número 2 das listas flamengas com a canção "Dream Express". Em 5 de fevereiro de 1977 venceram a final belga para escolher no Festival Eurovisão da Canção 1977, realizada em Londres, no sábado 7 de maio. Foi a primeira vez que a Bélgica competiu com uma canção cantada em Inglês. Com sua música "A Million in One, Two, Three" alcançaram o sétimo lugar de 18 países.

## Carreira posterior
Dream Express mudou o nome novamente em 1979, LBS, composta de Luc, Bianca e Stella. Seus temas "LBS" e "tio Jim" foram lançados em 1979.
Stella também lançou singles sob o nome de Stella Mason, reprentou a Bélgica no Festival Eurovisão da Canção 1982 com a canção "Si tu aimes ma musique" ficando em quarto lugar.
Bianca lançou singles do começo dos anos 80 até 1993. O single de 1993 "Twee aan het strand van dolfijnen Hawaii" era um tributo pelo Jardim Zoológico de Antuérpia.
No Festival Eurovisão da Canção 1986 Patricia foi o coro da vencedora Sandra Kim.
Patricia Maessen morreu em 15 de maio de 1996, em Mortsel aos 44 anos devido a um acidente vascular cerebral.

## Discografia

### Singles
- Oh what a price (1969)
- Everybody goes for Joe / Abraham, Martin & John (1969)
- Fat Jack (1970)
- Waterman (1970)
- I can hear you calling (1971)
- It's great fun (1972)
- Dream express (1976)
- A Million in One, Two, Three (1977)
- Suddenly you (2010)